# Thometzekit
Thometzekit ist ein selten vorkommendes Mineral aus der Mineralklasse der „Phosphate, Arsenate und Vanadate“ mit der idealisierten chemischen Zusammensetzung PbCu2+2[AsO4]2·2H2O und ist damit chemisch gesehen ein wasserhaltiges Blei-Kupfer-Arsenat. Da bei natürlich vorkommenden Thometzekiten ein Teil des Kupfers durch Zink ersetzt (substituiert) sein kann, wird die Formel in verschiedenen Quellen mit Pb(Cu,Zn)2[AsO4,SO4]2·2(H2O,OH) oder auch mit Pb(Cu,Zn)2[H2O|AsO4]2 angegeben.
Thometzekit kristallisiert im monoklinen Kristallsystem, entwickelt jedoch nur winzige, plättchen- bis keilförmige Kristalle von etwa 20 μm Länge und einem μm Dicke. Meist findet er sich in Form von krustigen Überzügen auf anderen Mineralen. Thometzekit ist durchscheinend und von bläulichgrüner bis grüner oder grünlichgelber bis hellgrauer Farbe und wirkt in Krusten erdig matt. Gelegentlich können Thometzekitproben auch einen wachsartigen Glanz aufweisen. Auf der Strichtafel hinterlässt Thometzekit einen weißen Strich. Mit einer Mohshärte von 4 bis 5 gehört Thometzekit zu den mittelharten Mineralen, das sich ähnlich wie die Referenzminerale Fluorit (Härte 4) und Apatit (Härte 5) leicht bis gerade noch mit einem Taschenmesser ritzen lässt.
Thometzekit ist aufgrund seiner farblichen und stofflichen Ähnlichkeit leicht mit Gartrellit zu verwechseln.

## Etymologie und Geschichte

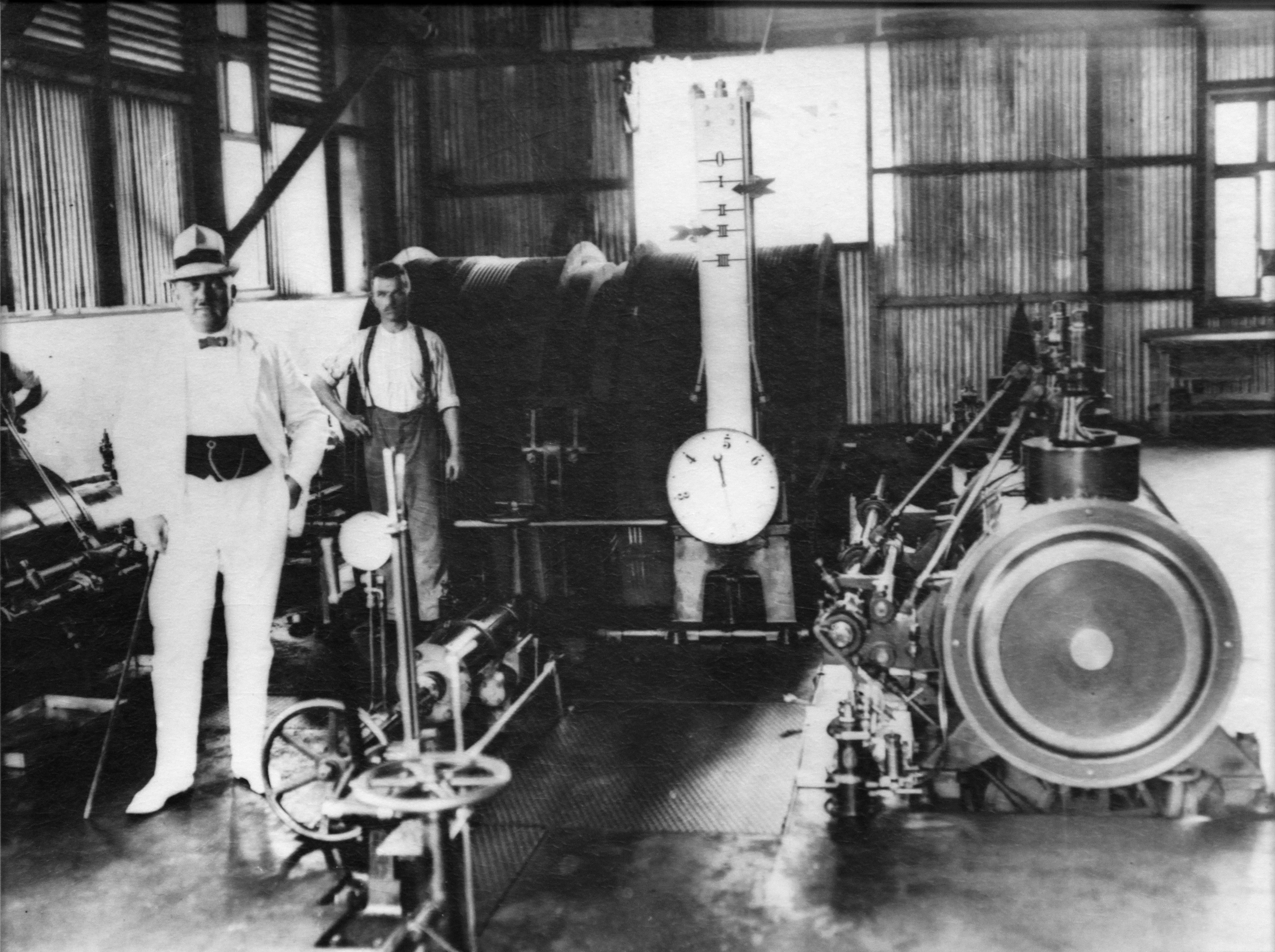
Walter Thometzek während einer Haspel-Inspektion im Bergwerk Tsumeb (zwischen 1908 und 1914)

Erstmals entdeckt wurde Thometzekit in der bekannten „Tsumeb Mine“ (auch Tsumcorp Mine) nahe der gleichnamigen Stadt in der namibischen Region Oshikoto (Otjikoto). Die Erstbeschreibung erfolgte 1985 durch Karl Schmetzer, Bernhard Nuber und Olaf Medenbach, die das Mineral nach dem ehemaligen Generaldirektor der von der Otavi Minen- und Eisenbahn-Gesellschaft betriebenen Tsumeb Mine Walter Thometzek benannten.
Das Typmaterial des Minerals wird im mineralogisch-petrologischen Institut der Universität Heidelberg unter der Katalog-Nr. HT: 10'11'19'  (zwei Proben) aufbewahrt.

## Klassifikation
Bereits in der veralteten, aber teilweise noch gebräuchlichen 8. Auflage der Mineralsystematik nach Strunz gehörte der Thometzekit zur Mineralklasse der „Phosphate, Arsenate und Vanadate“ und dort zur Abteilung „Wasserhaltige Phosphate ohne fremde Anionen“, wo er zusammen mit Cabalzarit, Cobaltlotharmeyerit, Cobalttsumcorit, Ferrilotharmeyerit, Gartrellit, Helmutwinklerit, Krettnichit, Lotharmeyerit, Lukrahnit, Manganlotharmeyerit, Mawbyit, Mounanait, Nickellotharmeyerit, Nickelschneebergit, Phosphogartrellit, Rappoldit, Schneebergit, Tsumcorit und Zinkgartrellit die „Tsumcorit-Gartrellit-Gruppe“ mit der System-Nr. VII/C.31 bildete.
Die seit 2001 gültige und von der International Mineralogical Association (IMA) verwendete 9. Auflage der Strunz’schen Mineralsystematik ordnet den Thometzekit ebenfalls in die Abteilung „Phosphate usw. ohne zusätzliche Anionen; mit H2O“ ein. Diese ist allerdings weiter unterteilt nach der relativen Größe der beteiligten Kationen und dem Stoffmengenverhältnis vom Phosphat-, Arsenat bzw. Vanadatkomplex (RO4) zum Kristallwasseranteil, so dass das Mineral entsprechend seiner Zusammensetzung in der Unterabteilung „Mit großen und mittelgroßen Kationen; RO4 : H2O = 1 : 1“ zu finden ist, wo es nur noch zusammen mit Cabalzarit, Cobaltlotharmeyerit, Cobalttsumcorit, Ferrilotharmeyerit, Krettnichit, Lotharmeyerit, Manganlotharmeyerit, Mawbyit, Mounanait, Nickellotharmeyerit, Nickelschneebergit, Schneebergit und Tsumcorit die „Tsumcoritgruppe“ mit der System-Nr. 8.CG.15 bildet.
Auch die vorwiegend im englischen Sprachraum gebräuchliche Systematik der Minerale nach Dana ordnet den Thometzekit in die Klasse der „Phosphate, Arsenate und Vanadate“ und dort in die Abteilung der „Wasserhaltige Phosphate etc.“ ein. Hier ist er in der „Helmutwinklerit-Untergruppe“ mit der System-Nr. 40.02.09 innerhalb der Unterabteilung „Wasserhaltige Phosphate etc., mit A2+(B2+)2(XO4) × x(H2O)“ zu finden.

## Chemismus
Sechs Mikrosondenanalysen ergaben eine durchschnittliche Zusammensetzung von 36,04 % PbO, 0,18 % CaO, 19,18 % CuO, 5,63 % ZnO, 0,30 % FeO, 33,13 % As2O5, 0,06 % SiO2 und 4,9 % H2O (ermittelt durch Thermogravimetrische Analyse). Der thermogravimetrische Verlust tritt in einem Bereich zwischen 350 und 500 °C auf. Die ermittelten Daten entsprechen der idealisierten Formel Pb(Cu,Zn)2(AsO4)·2H2O mit Cu > Zn. Das idealisierte zinkfreie Endglied mit der Formel PbCu2[AsO4]·2H2O enthält 34,44 % PbO, 24,54 % CuO, 35,46 % As2O5 und 5,56 % H2O (alle Angaben in Gewichts-%).

## Kristallstruktur
Thometzekit kristallisiert monoklin in der Raumgruppe C2/m (Raumgruppen-Nr. 12) mit den Gitterparametern a = 9,08 Å; b = 6,30 Å; c = 7,66 Å und β = 117,0° sowie zwei Formeleinheiten pro Elementarzelle.

## Bildung und Fundorte

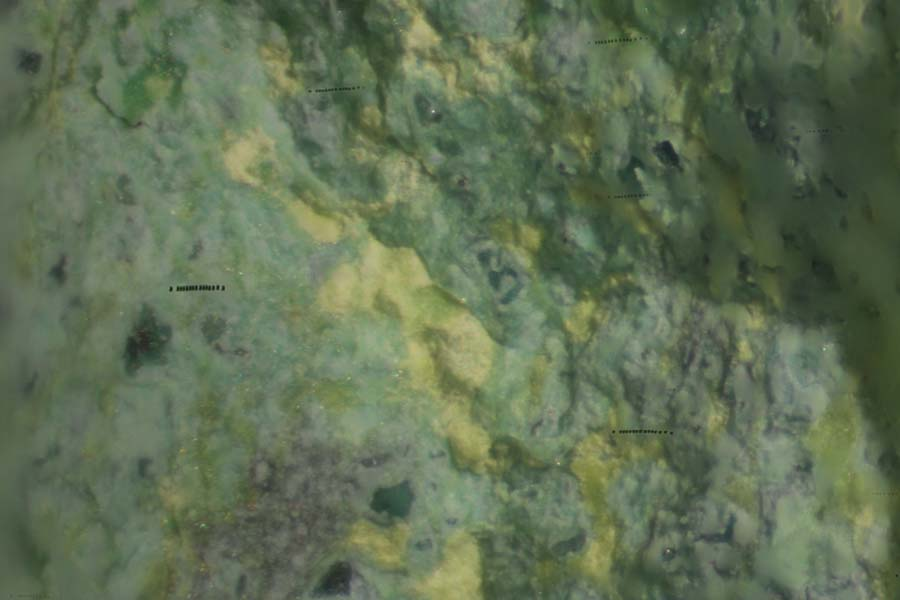
Gelbliche Kristall-Aggregate von Thometzekit in einer Matrix aus Arsentsumebit. Fundort: Tsumeb, Namibia

Thometzekit bildet sich sekundär in der Oxidationszone von hydrothermal gebildeten polymetallischen Erz-Lagerstätten in Dolomitgesteinen. Als Begleitminerale treten unter anderem Anglesit, Mimetesit und Gips auf.
Als seltene Mineralbildung konnte Thometzekit nur an wenigen Fundorten nachgewiesen werden, wobei bisher (Stand 2018) etwas mehr als 10 Fundorte dokumentiert sind. Seine Typlokalität Tsumeb Mine ist dabei der bisher einzige bekannte Fundort in Namibia.
In Deutschland konnte das Mineral bisher nur in der Grube Clara bei Oberwolfach und in den Stollen von Lisbühl westlich von Todtnau in Baden-Württemberg, in der Grube Wildermann bei Müsen (Kreis Siegen-Wittgenstein) in Nordrhein-Westfalen und bei Zinnwald-Georgenfeld im Landkreis Sächsische Schweiz-Osterzgebirge entdeckt werden.
Weitere bisher bekannte Fundorte sind die Grube Les Montmins (Sainte Barbe filon) in der Gemeinde Echassières im französischen Département Allier, der Bergbaudistrikt Lavrio (Laurion) in der griechischen Region Attika, Dalnegorsk in der russischen Region Primorje, Moldava (deutsch Moldau) in der tschechischen Region Ústecký kraj sowie die Gold Hill Mine bei Gold Hill in den Deep Creek Mountains im Tooele County des US-Bundesstaates Utah.

## Verwendung
Aufgrund seiner Seltenheit ist Thometzekit nur für den Mineralsammler interessant.